# Maher Khalil al-Hassan
Maher Khalil al-Hassan (arabiska: ماهر خليل الحسن) är en syrisk politiker som innehar ämbete som handelsmarknadsminister i Syriens övergångsregering under Syriens premiärminister Mohammed al-Bashir.